# Heat (chanson)
Pour les articles homonymes, voir Heat.
Pistes de The Next Day
You Feel So Lonely You Could Die
(13)
Heat est la chanson de David Bowie qui clot en 2013 son album The Next Day. Par de nombreuses évocations de l’œuvre littéraire de Mishima ses paroles opaques semblent explorer le thème de la confusion identitaire sur des arrangements crépusculaires 

## Description

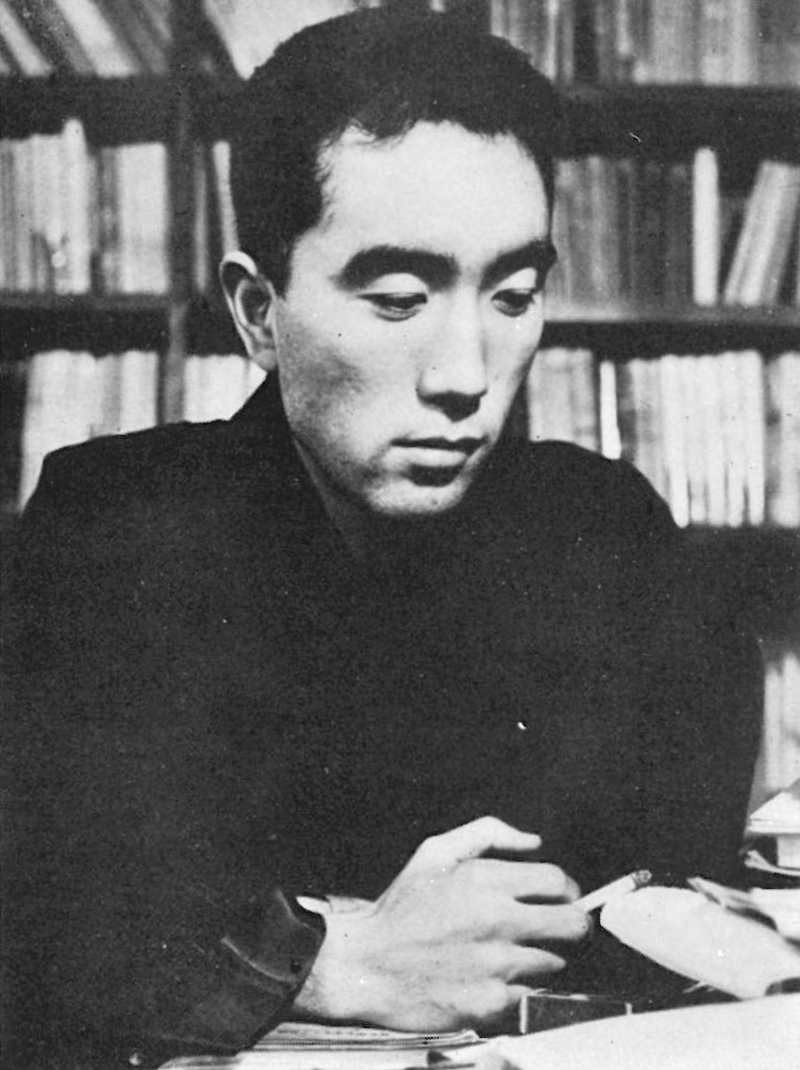
Yukio Mishima en 1953.

Les paroles de Heat sont particulièrement indéchiffrables : à Tony Visconti qui cherche à en comprendre le sens, Bowie se contente de répondre « Oh, ça ne parle pas de moi. ». Le doute est pourtant possible, à lire des vers comme « And I tell myself I don't know who I am », ou encore « Je suis un voyant et je suis un menteur »,, caractéristiques du « caméléon Bowie ». 
Le texte s'ouvre sur la mention du nom de Yukio Mishima, qui a longtemps fasciné le musicien,, et sur une référence précise à une image — un mauvais présage — de son roman Neige de printemps :
« Then we saw Mishima's dog
Trapped between the rocks
Blocking the waterfall
The songs of dust, the world would end. »
« Alors nous vîmes le chien de Mishima
Piégé entre les rochers
Qui bloquait la cascade
Les chants de poussière, le monde finirait. »
Pour une fois, la référence littéraire est explicite. Des auteurs voient dans l’œuvre de Mishima d'autres clés de Heat  : le titre lui-même, la « chaleur », qui chez le Japonais symbolise le « nihilisme cosmique », c'est-à-dire le pouvoir de la nature d'anéantir nos vies et nos identités ; l'importance des masques pour les deux artistes (une « voix derrière un masque » apparaît à la fin de Confession d'un masque et de la tétralogie qui inclut Neige de printemps ; le personnage principal humanoïde du clip vidéo qui accompagne la chanson tient un masque devant lui) ou encore certaines de leurs autres thématiques communes de prédilection : l'auto-invention, les personnages multiples, la perte de l'identité. Ainsi, le sujet de la chanson, puisque Bowie prétend qu'il ne s'agit pas de lui, pourrait être... Bowie caché derrière un masque — comme le chanteur l'a fait à tant de reprises au cours de sa carrière —, cette fois le masque de Mishima ou de l'un de ses personnages. On navigue en pleine confusion identitaire (le narrateur ne sait pas qui il est) et dédoublement de personnalité (est-il un menteur ou un voyant ?).
Comme souvent, Bowie opte pour un récit fragmenté, dont la plupart des brides nous seront tues : ainsi le mot d'introduction, then, « alors », ainsi le vers du refrain « Mon père dirigea la prison »,. Se dégagent du texte les thèmes de la solitude, du doute, l'angoisse existentielle. Après la sortie de l'album, dans le jeu auquel Bowie se livre d'accoler trois mots à chaque chanson, il choisit pour caractériser Heat : tragic, nerve, mystification (« tragique, nerf, mystification »).
Sur le plan musical, Heat s'inspire beaucoup d'un morceau d'un des albums préférés de Bowie, The Electrician de Night Flight (1978) et du single Climate of Hunter (1984), tous deux de Scott Walker. Y règne une atmosphère sombre et métallique, bercée d'abord par la guitare acoustique de Bowie et la basse de Gail Ann Dorsey, puis striée de guitares électriques et de violons. La batterie brille par sa quasi-absence.

## Enregistrement
C'est un des premiers titres de l'album à être enregistrés : 6 mai 2011 pour les instruments, 5 novembre suivant pour la voix de Bowie.

## Critiques
Il s'agit pour Nicholas Pegg une chanson « hantée, maussade, puissante, superbement chantée, ruisselant d'horreur opaque et crépitant de tensions inédites. Une finale magnifique pour le plus noir et le plus étrange des albums. ». Le biographe convient avec Tony Visconti que la voix de Bowie est à son sommet, « langoureuse, sonore, minimaliste, douloureuse ».
Jérôme Soligny voit dans cette composition à la fois une « litanie crépusculaire » et suggère que le fait qu'elle close l'album confère une importance particulière à ses paroles, un « manifeste ». Matthieu Thibault la trouve « riche en arabesques et dissonances ».

## Musiciens
- David Bowie : chant, production, guitare acoustique
- Tony Visconti : arrangement des cordes, ingénieur, mixage, production
- David Torn : guitare
- Gerry Leonard (en) : guitare
- Gail Ann Dorsey : basse
- Zachary Alford : batterie
- Maxim Moston, Antoine Silverman, Hiroko Taguchi, Anja Wood : cordes